# Olingo jižní
Olingo jižní (Bassaricyon alleni) je druh olinga z čeledi medvídkovitých přirozeně žijící v Jižní Americe v nížinných oblastech východně od And v Bolívii, Brazílii, Kolumbii, Ekvádoru, Guyaně, Peru a ve Venezuele. Je tak jediným druhem olingů žijícím východně od And. Pojmenován byl na počest amerického zoologa Joela Asapha Allena, který jako první popsal rod Bassaricyon.

## Popis
Olingo jižní je středně velký druh olinga dorůstající délky těla s hlavou 30 až 45 cm, délka ocasu je 40 až 53 cm. Váží 1100 až 1500 g. Tělo je štíhlé s relativně krátkými předními končetinami. Uši jsou zaoblené, dlouhé 30 až 43 mm. Jedinci z východního svahu And z výšek nad 1000 m n. m. mají delší srst, kratší ocasy a jsou zbarvení spíše dohněda než dorezava.

## Habitat a chování
Přestože je tento druh olinga nejlépe prostudovaným z podčeledi olingů, o jeho způsobu života se ví málo. Žije ve vlhkých lesích a je to noční, solitérně žijící živočich, obývající stromové pásmo. Živí se především ovocem, hmyzem, malými obratlovci či vejci ptáků. V případě ohrožení vypouští páchnoucí tekutinu. Samice rodí jedno mládě po březosti trvající 72 až 74 dní.

## Ohrožení
Podle Červeného seznamu IUCN patří k málo dotčeným taxonům díky relativně velké ploše rozšíření a výskytu v mnoha chráněných oblastech. Největší hrozbou pro jejich populaci je ztráta přirozeného biotopu odlesňováním.